# Orchidinae
Orchidinae es una de las dos subtribus de la tribu botánica de las Orchideae.
La tribu posee algunos taxones monotípicos:
- Aceras anthropophorum
- Anacamptis
- Barlia
- Brachycorythis
- Chamorchis alpina
- Coelogossum viride
- Comperia comperiana
- Dactylorhiza
- Gymnadenia
- Himantoglossum
- Neotinea
- Neottianthe
- Nigritella
- Ophrys
- Orchis
- Platanthera
- Pseudorchis
- Serapias
- Steveniella satyrioides
- Traunsteinera

## Géneros
- Aceras - Aceratorchis - Amerorchis - Amitostigma - Anacamptis - Androcorys - Aorchis - Barlia - Bartholina - Benthamia - Bonatea - Brachycorythis - Bhutanthera -  Centrostigma - Chamorchis - Chondradenia - Chusua - Coeloglossum - Comperia - Cynorkis - Dactylorhiza - Diphylax - Diplomeris - Dracomonticola - Galearis - Gymnadenia - Hemipilia - Herminium - Himantoglossum - Holothrix - Megalorchis - Neobolusia - Neotinea - Neottianthe - Nigritella - Oligophyton - Ophrys - Orchis - Peristylus - Physoceras - Piperia - Platanthera - Platycoryne - Ponerorchis - Porolabium - Pseudodiphryllum - Pseudorchis - Roeperocharis - Schizochilus - Serapias - Smithorchis - Stenoglottis - Steveniella - Symphyosepalum - Thulinia - Traunsteinera - Tsaiorchis - Tylostigma - Veyretella